# Wim Bakker (medicus)
Willem (Wim) Bakker is een Surinaams musicus, medicus, politicus en activist. Hij schreef met Erik Refos het in 1982 winnende lied van SuriPop. Hij was praktiserend arts en deelde zijn kennis in het opbelprogramma Radio Spreekuur. Als epidemioloog was hij jarenlang onderdirecteur van het BOG. Hij was in de jaren zeventig een communistisch propagandist en leidde op latere leeftijd verschillende actiegroepen. Van 2000 tot 2005 was hij voor de NPS lid van De Nationale Assemblée. 

## Biografie

### Studententijd
Wim Bakker liet in 1971 politiek van zich horen, toen hij in de krant Suriname de ingebruikname van het Maxistisch-Leninistisch Centrum Suriname (MLCS) bekendmaakte. Het centrum hield zich bezig met de beschikbaarstelling van communistische propaganda. In deze tijd was hij ook tekenaar voor De Rode Surinamer en fractieleider in het Jeugdparlement van de Nationalistische Organisatie van Scholieren in Suriname (NOSS). In 1972 brak het MCLS met hem. In 1973 was hij secretaris van de NPS-jongeren. Tijdens de militaire dictatuur was hij een voorstander van de bundeling van de krachten van de oppositie.

### Musicus
In 1975 was hij als organist betrokken bij de rockmusical Fri Libi in Thalia. Erik Refos was hier als bassist bij betrokken. Beide artiesten kwamen in 1982 landelijk in de schijnwerpers, toen zij samen de eerste editie van SuriPop wonnen. Hun lied Gi yu wawan met zijn tekst werd door Powl Ameerali opgevoerd.
Eind jaren 1970, begin jaren 1980 maakte hij deel uit van de muziekformatie Century, samen met Refos, Ameerali, Winston Loe en Lucas Ooft.
Bakker is af en toen nog muzikaal actief, zoals tijdens verkiezingscampagnes van de NPS in Grun Dyari, waaronder in 2015 als de gelegenheidsband Vrienden van het Front die bestond uit de oud-leden van Century.

### Medicus
Hij is afgestudeerd arts en hield ook praktijk. Daarnaast is hij meer dan twintig jaar lang actief als arts in het opbelprogramma Radio Spreekuur bij Apintie (stand 2018). Zijn specialisatie is epidemiologie en hij was van ten minste 2006 tot circa 2013/2014 onderdirecteur bij het Bureau voor Openbare Gezondheidszorg (BOG). Zijn taken bij het BOG waren onder meer het bewaken van de volksgezondheid en aanpassing van het beleid aan de nieuwe internationale gezondheidsregelgeving.

### Politicus en activist
Bakker is sinds ten minste 1973 actief voor de NPS, onder meer op bestuurlijk niveau. Hij is een directe verwant van de NPS-familie Pengel en wordt gezien als een kritisch lid van de partij. Tijdens de verkiezingen van 2000 werd hij als lid van de alliantie Nieuw Front verkozen en zat hij vijf jaar lang in De Nationale Assemblée (DNA). Tijdens de verkiezingen van 2010 was hij opnieuw voor de NPS verkiesbaar. In contrast met de zeventien zetels van tien jaar eerder bleven er nog vier voor de NPS over en werd hij niet verkozen.
Nadat het aantal zetels na de verkiezingen van 2015 wederom tegenvielen, was hij een van de oprichters van de Actiegroep Seti NPS. Kort daarop verwierpen onderafdelingen van de NPS het initiatief. De beweging bleef ongeveer een jaar bestaan. Na de tegenvallende verkiezingen van 2020 maakte hij deel uit van de Werkgroep Vernieuwing NPS die via rechtszaken probeerde te komen tot herverkiezing van het bestuur van de NPS.
Daarnaast is hij op bestuurlijk niveau actief. Hij was rond 2008 voorzitter van het Solidariteitsfonds Seniore Burgers (SSB) en in 2012 tekende hij als muziekauteur een petitie tegen plannen van Bouterse I om Fort Zeelandia voor zich op te eisen. Rond 2018 was hij bestuurslid van de Werkgroep Gedupeerden Gezondheidszorg (WGG) en de Stichting Ressortontwikkeling Flora.
In 2016, ten tijde van de opkomst van de actiegroep Wij Zijn Moe, was Bakker oprichter en leider van de actiegroep Seti Sranan – beide groeperingen richtten zich tegen de Bouterse-regering. De naam van de groep werd meermaals gekaapt, onder meer aan het eind van 2018 met een registratie als Seti Sranan Politieke Partij (SSPP). Daarnaast was hij sinds 9 juli 2018 coördinator van het Actie Comité Alcoa, dat zich verzette tegen de afspraken die Bouterse II maakte over de ontmanteling van de raffinaderij van Alcoa.
Met zijn mening komt hij geregeld in de publiciteit, onder meer door middel van ingezonden stukken in de media. In 2013 verscheen zijn boek Srefidensi, de kunst van het goede leven in Suriname.